# Цедень

Цедень — река в России, протекает в Кстовском районе Нижегородской области. Устье реки находится в 8,5 км по левому берегу реки Шава. Длина реки составляет 19 км, площадь водосборного бассейна 77,9 км².
Исток реки южнее деревни Цедень в 25 км к юго-востоку от Кстова на границе с Дальнеконстантиновским районом. Река течёт на север, протекает деревни Цедень, Грязновка, Выездное, Подлесово, Шмойлово. Впадает в Шаву у деревни Горный Борок.

## Данные водного реестра
По данным государственного водного реестра России относится к Верхневолжскому бассейновому округу, водохозяйственный участок реки — Волга от устья реки Ока до Чебоксарского гидроузла (Чебоксарское водохранилище), без рек Сура и Ветлуга, речной подбассейн реки — Волга от впадения Оки до Куйбышевского водохранилища (без бассейна Суры). Речной бассейн реки — (Верхняя) Волга до Куйбышевского водохранилища (без бассейна Оки).
По данным геоинформационной системы водохозяйственного районирования территории РФ, подготовленной Федеральным агентством водных ресурсов:
- Код водного объекта в государственном водном реестре — 08010400312110000034400
- Код по гидрологической изученности (ГИ) — 110003440
- Код бассейна — 08.01.04.003
- Номер тома по ГИ — 10
- Выпуск по ГИ — 0